# Jaap Eden
Jacobus Johannes »Jaap« Eden, nizozemski hitrostni drsalec in kolesar, * 19. oktober 1873, † 2. februar 1925.
Eden je edini, ki mu je uspelo osvojiti svetovno prvenstvo v drsanju (v letih 1893, 1895 in 1896) in svetovno kolesarsko prvenstvo (1894 in 1895). Danes je športna legenda Nizozemske.